# So What?
«So What?» — пісня британського панк-рок гурту Anti-Nowhere League. Вперше була випущена, як B-сайд дебютного 7-дюймового синглу гурту «Streets of London» у 1981 році. Пізніше була додана, як бонус-трек до перевидання альбому We Are...The League у 2001 році.

## Історія
Пісня була написана, за словами гурту, після того, як вони сиділи в пабі одного вечора і чули, як двоє чоловіків намагалися перевершити один одного історіями про минуле. Тому ця пісня є репліками людей, які розповідають прикрашені історії, щоб виглядати кращими за людину, з якою вони розмовляють.
Непристойний текст пісні змусив британську поліцію вилучити всі копії синглу у розповсюджувачів групи відповідно до Закону про непристойні публікації та вилучити всі копії з продажу.

## Кавер-версія Metallica
Американський треш-метал гурт Metallica випустив кавер-версію пісні, як B-Side до синглу «Sad but True», пізніше ця версія увійшла у збірку Garage Inc., а також була включена в деякі видання чорного альбому. «So What?» згодом стала концертним стандартом для групи. Під час церемонії MTV Europe Music Awards 1996 група виконала пісню замість «King Nothing», з її на той час нового студійного альбому Load. Весь їхній виступ транслювався в прямому ефірі без цензури.